# Nekrolog 3. Quartal 1979
Nekrolog
◄◄
| ◄
| 1975
| 1976
| 1977
| 1978
| 1979 | 1980 | 1981 | 1982 | 1983 | ► | ►►
1. Quartal |
2. Quartal |
3. Quartal |
4. Quartal 1979
Weitere Ereignisse | Allgemeiner Nekrolog 1979
Die Beschreibung der verstorbenen Person sollte so kurz wie möglich gehalten sein und nur deren signifikante Tätigkeit(en) enthalten.
Neue Namen ggf. auch unter dem Geburts- und Sterbedatum, also etwa unter 1. Januar und im Geburts- und Sterbejahr (2024) eintragen (nur bei entsprechender großer Wichtigkeit). Für Beispiele siehe die schon vorhandenen Artikel.
Außerdem über die fünf zuletzt Verstorbenen, zu denen es einen ausreichend guten Artikel für eine Präsentation auf der Hauptseite gibt, nach der todesbedingten Überarbeitung der Artikel ggf. auch unter Wikipedia Diskussion:Hauptseite informieren und sie am besten auch in den anderen Wikipedia-Sprachversionen eintragen. Tipp: Regelmäßig bei news.google.de nach „ist tot“, „gestorben“ oder „verstorben“ suchen.
Wenn eine Person gestorben ist, gibt es viele Seiten zu dieser Person in der Wikipedia, die davon auch betroffen sind und entsprechend aktualisiert werden müssen. Beispiele: Namenübersichtsseite, Geburtsjahr, Geburtsort-Seiten und viele mehr.
Wie finde ich die betroffenen Seiten?
Im Suchfeld auf der linken Seite gibt man den Suchbegriff so ein: „Vorname Nachname“. Dann klickt man auf Volltext und alle Seiten mit entsprechendem Suchtext werden aufgerufen. Hier sieht man dann schnell, wo auch das Todesjahr Sinn macht oder sogar ein Teil des Artikels angepasst werden muss. Auch hilft das „Werkzeug“ auf der linken Seite sehr gut, um solche Seiten aufzufinden: „Links auf diese Seite“. Somit ist die Wikipedia wieder aktuell in allen Bereichen! Hinweis: bei Eintragung der Kategorie „Gestorben JAHR“ wird der Missbrauchsfilter 49 ausgelöst, was jedoch nicht schlimm ist. Siehe: Spezial:Missbrauchsfilter/49
Dies ist eine Liste von im dritten Quartal 1979 verstorbenen bekannten Persönlichkeiten. Die Einträge erfolgen innerhalb der einzelnen Daten alphabetisch sortiert. Tiere sind im Nekrolog für Tiere zu finden.

## Juli
| Tag      | Name                                           | Beruf, bekannt als                                                                                         | Alter | Beleg |
| -------- | ---------------------------------------------- | --- | ----- | ----- |
| 1. Juli  | Eduard Bargheer                                | deutscher Maler und Graphiker                                                                              | 77    |       |
| 1. Juli  | Wsewolod Michailowitsch Bobrow                 | sowjetischer Fußball- und Eishockeyspieler, Olympiasieger und Weltmeister                                  | 56    |       |
| 1. Juli  | Lee Jackson                                    | US-amerikanischer Bluesmusiker und Songwriter                                                              | 57    |       |
| 1. Juli  | Fritz Scheffer                                 | deutscher Bodenkundler                                                                                     | 80    |       |
| 1. Juli  | Takiguchi Shūzō                                | japanischer Lyriker, Literaturkritiker und Maler                                                           | 75    |       |
| 1. Juli  | Margarete Wendt                                | deutsche Künstlerin, Designerin und Unternehmerin                                                          | 92    |       |
| 2. Juli  | Carlyle Smith Beals                            | kanadischer Astronom                                                                                       | 80    |       |
| 2. Juli  | Antonio Castejón Espinosa                      | spanischer Offizier auf Seiten Francos während des Spanischen Bürgerkriegs                                 | 83    |       |
| 2. Juli  | Henry Clay Goodwin                             | US-amerikanischer Jazz-Trompeter                                                                           | 69    |       |
| 2. Juli  | Thomas Hewlett, Baron Hewlett                  | britischer Politiker                                                                                       | 55    |       |
| 2. Juli  | Walter Jentsch                                 | deutscher Komponist, Kapellmeister und Rundfunkregisseur                                                   | 78    |       |
| 2. Juli  | Rolf Mücklich                                  | deutscher Fußballspieler                                                                                   | 52    |       |
| 2. Juli  | Alexander Petrowitsch Pokrowski                | sowjetischer Generaloberst                                                                                 | 80    |       |
| 2. Juli  | Paul Preis                                     | deutscher Komponist, Kapellmeister, Dirigent und Theaterleiter                                             | 79    |       |
| 2. Juli  | Larissa Jefimowna Schepitko                    | sowjetische Filmregisseurin und Drehbuchautorin                                                            | 41    |       |
| 3. Juli  | Gerd Brand                                     | deutscher Philosoph und Wissenschaftsmanager                                                               | 58    |       |
| 3. Juli  | Louis Durey                                    | französischer Komponist                                                                                    | 91    |       |
| 3. Juli  | François Kollar                                | französischer Modefotograf                                                                                 | 74    |       |
| 3. Juli  | Friedrich Masselter                            | deutscher römisch-katholischer Priester                                                                    | 71    |       |
| 3. Juli  | Reynold Tschäppät                              | Schweizer Politiker (SP)                                                                                   | 61    |       |
| 4. Juli  | Max Beier                                      | österreichischer Entomologe                                                                                | 76    |       |
| 4. Juli  | John Davies                                    | britischer Politiker, Mitglied des House of Commons und Wirtschaftsmanager                                 | 63    |       |
| 4. Juli  | Theodora Kroeber                               | US-amerikanische Ethnologin und Autorin                                                                    | 82    |       |
| 4. Juli  | Hermann Rudolf Meyer                           | deutscher Verleger                                                                                         | 77    |       |
| 4. Juli  | Gustav Ortmann                                 | deutscher SS-Arzt                                                                                          | 75    |       |
| 4. Juli  | Heinz Pruckner                                 | österreichischer Beamter, Sportler, Fußballschiedsrichter, Sportjournalist und Sportfunktionär             | 68    |       |
| 4. Juli  | Pierre Traverse                                | französischer Bildhauer                                                                                    | 87    |       |
| 4. Juli  | Georges Turines                                | französischer Politiker, Mitglied der Nationalversammlung                                                  | 84    |       |
| 5. Juli  | Hans Brückmann                                 | deutscher Jurist, Oberstadtdirektor von Düren                                                              | 81    |       |
| 5. Juli  | Émile Dewoitine                                | französischer Flugzeugkonstrukteur                                                                         | 86    |       |
| 5. Juli  | Richard Hofmann                                | deutsches SS-Mitglied und verurteilter Mörder                                                              | 66    |       |
| 05. Juli | Rolf Holmberg                                  | norwegischer Fußballspieler                                                                                | 64    |       |
| 5. Juli  | Jean-Yves Jolif                                | französischer Dominikaner und Übersetzer aus dem Altgriechischen                                           | 56    |       |
| 5. Juli  | Georg Kügel                                    | deutscher Landwirt, Kaufmann und Politiker (CSU), Bürgermeister, MdL                                       | 74    |       |
| 5. Juli  | Vicente Llorens                                | spanischer Romanist und Hispanist, der in den Vereinigten Staaten wirkte                                   | 73    |       |
| 5. Juli  | Joseph Pascher                                 | deutscher Theologe und Direktor des Georgianums                                                            | 85    |       |
| 5. Juli  | Geoffrey Wallinger                             | britischer Botschafter                                                                                     |       |       |
| 5. Juli  | Ernst Woermann                                 | deutscher Diplomat                                                                                         | 91    |       |
| 6. Juli  | Antonio María Barbieri                         | uruguayischer Geistlicher, Erzbischof von Montevideo und Kardinal der römisch-katholischen Kirche          | 86    |       |
| 6. Juli  | Van McCoy                                      | US-amerikanischer Musikproduzent, Songschreiber und Musiker                                                | 39    |       |
| 6. Juli  | Ernst Palandt                                  | deutscher Orgelbauer                                                                                       | 72    |       |
| 6. Juli  | Robert Rupp                                    | deutscher Ringer                                                                                           | 75    |       |
| 6. Juli  | Elizabeth Ryan                                 | US-amerikanische Tennisspielerin                                                                           | 87    |       |
| 6. Juli  | Hans Singer                                    | deutscher Chemiker                                                                                         | 57    |       |
| 6. Juli  | T. Harry Williams                              | US-amerikanischer Historiker                                                                               | 70    |       |
| 7. Juli  | Fozil Amirov                                   | usbekisch-sowjetischer Chirurg                                                                             | 65    |       |
| 7. Juli  | Friedrich Knauer                               | deutscher Physikochemiker                                                                                  | 82    |       |
| 7. Juli  | Friedrich Mauz                                 | deutscher Mediziner und Aktion T4-Gutachter                                                                | 79    |       |
| 7. Juli  | Robert Opel                                    | US-amerikanischer Künstler                                                                                 | 39    |       |
| 7. Juli  | Bernhard Walter                                | deutscher SS-Hauptscharführer und Leiter des Erkennungsdienstes der Politischen Abteilung des KZ Auschwitz | 68    |       |
| 8. Juli  | Robert Gourdon                                 | französischer Politiker, Mitglied der Nationalversammlung                                                  | 65    |       |
| 8. Juli  | Charles Kynard                                 | US-amerikanischer Musiker und Organist                                                                     | 46    |       |
| 8. Juli  | Tommaso Landolfi                               | italienischer Schriftsteller                                                                               | 70    |       |
| 8. Juli  | Thilo Schoder                                  | deutsch-norwegischer Architekt                                                                             | 91    |       |
| 8. Juli  | Shin’ichirō Tomonaga                           | japanischer Physiker                                                                                       | 73    |       |
| 8. Juli  | Michael Wilding                                | britischer Schauspieler                                                                                    | 66    |       |
| 8. Juli  | Robert B. Woodward                             | US-amerikanischer Chemiker, Nobelpreis für Chemie 1965                                                     | 62    |       |
| 9. Juli  | Adolphus Peter Elkin                           | australischer Geistlicher, Ethnologe, Anthropologe und Linguist                                            | 88    |       |
| 9. Juli  | Willy Feller                                   | deutscher Politiker (DKP), MdL                                                                             | 73    |       |
| 9. Juli  | Robert König                                   | österreichischer Mathematiker                                                                              | 94    |       |
| 9. Juli  | Sunny Lang                                     | Schweizer Jazzmusiker                                                                                      | 56    |       |
| 9. Juli  | Willi Oberbeck                                 | deutscher Radrennfahrer                                                                                    | 69    |       |
| 10. Juli | Harald Færstad                                 | norwegischer Turner                                                                                        | 89    |       |
| 10. Juli | Arthur Fiedler                                 | US-amerikanischer Dirigent und Violinist                                                                   | 84    |       |
| 10. Juli | Kathryn E. Granahan                            | US-amerikanische Politikerin                                                                               | 84    |       |
| 11. Juli | Walter Arnold                                  | deutscher Bildhauer                                                                                        | 69    |       |
| 11. Juli | Louis Baert                                    | belgischer Fußballschiedsrichter und -funktionär                                                           | 75    |       |
| 11. Juli | Hugo Fischer                                   | deutscher Politiker (NSDAP), MdR, Stabsleiter der Reichspropagandaabteilung der NSDAP                      | 77    |       |
| 11. Juli | Hermann Glockner                               | deutscher Philosoph und Hochschullehrer                                                                    | 82    |       |
| 11. Juli | Jean Gutweninger                               | Schweizer Turner                                                                                           | 86    |       |
| 11. Juni | Charles Riddy                                  | kanadischer Ruderer                                                                                        | 94    |       |
| 11. Juli | Ludwig Steininger                              | deutscher Kunstmaler                                                                                       | 88    |       |
| 11. Juli | Hermann Zondek                                 | deutscher Arzt und Hochschullehrer                                                                         | 91    |       |
| 12. Juli | Herman Axelbank                                | amerikanischer Filmproduzent                                                                               | 79    |       |
| 12. Juli | Georgi Michailowitsch Berijew                  | sowjetischer Flugzeugkonstrukteur                                                                          | 76    |       |
| 12. Juli | Josef Fischer                                  | österreichischer Politiker (SDAP, SPÖ), Landtagsabgeordneter                                               | 75    |       |
| 12. Juli | Carmine Galante                                | US-amerikanischer Mobster, Boss der Bonanno-Familie der La Cosa Nostra in New York City                    | 69    |       |
| 12. Juli | Werner Lüttge                                  | deutscher Gynäkologe und Geburtshelfer                                                                     | 83    |       |
| 12. Juli | Volkmar Muthesius                              | deutscher Wirtschaftsjournalist                                                                            | 79    |       |
| 12. Juli | Minnie Riperton                                | US-amerikanische Soulsängerin                                                                              | 31    |       |
| 12. Juli | John Slessor                                   | britischer Luftwaffenoffizier                                                                              | 82    |       |
| 12. Juli | Kalervo Tuukkanen                              | finnischer Komponist                                                                                       | 69    |       |
| 12. Juli | Karl Walter Vervoort                           | deutscher Ordensgeistlicher, Paraguay-Missionar (Oblaten der unbefleckten Jungfrau Maria)                  | 80    |       |
| 13. Juli | Jakob Göbel                                    | deutscher Politiker, MdL                                                                                   | 92    |       |
| 13. Juli | Lubbertus Götzen                               | niederländischer Politiker und Kolonialbeamter                                                             | 84    |       |
| 13. Juli | Corinne Griffith                               | US-amerikanische Schauspielerin                                                                            | 82    |       |
| 13. Juli | John MacDermott, Baron MacDermott              | britischer Jurist und nordirischer Politiker                                                               | 83    |       |
| 13. Juli | Ludwig Merwart                                 | österreichischer Maler und Grafiker                                                                        | 65    |       |
| 13. Juli | Juraj Neidhardt                                | jugoslawischer Architekt                                                                                   | 77    |       |
| 13. Juli | Lesley Riddle                                  | US-amerikanischer Musiker                                                                                  | 74    |       |
| 13. Juli | Dick Robertson                                 | US-amerikanischer Bigband-Sänger und Songwriter                                                            | 76    |       |
| 14. Juli | Louis Théodore Kleinmann                       | französischer Stadtkommandant von Mainz (1945–1946)                                                        | 71    |       |
| 14. Juli | Anne Loughlin                                  | britische Gewerkschaftsfunktionärin                                                                        | 85    |       |
| 14. Juli | Jürgen Neven-du Mont                           | deutscher Schriftsteller, Regisseur und Journalist                                                         | 57    |       |
| 14. Juli | Walter Nathan Tobriner                         | US-amerikanischer Politiker                                                                                | 77    |       |
| 14. Juli | Santos Urdinarán                               | uruguayischer Fußballspieler                                                                               | 79    |       |
| 14. Juli | Alfred Werner                                  | österreichisch-amerikanischer Journalist und Kunsthistoriker                                               | 68    |       |
| 15. Juli | Georges Darrieus                               | französischer Ingenieur                                                                                    | 90    |       |
| 15. Juli | Gustavo Díaz Ordaz                             | mexikanischer Politiker, Präsident von Mexiko                                                              | 68    |       |
| 15. Juli | Kurt Hohenberger                               | deutscher Trompeter und Bandleader                                                                         | 71    |       |
| 15. Juli | Juana de Ibarbourou                            | uruguayische Dichterin                                                                                     | 84    |       |
| 15. Juli | Christoph Kircheis                             | deutscher Kirchenmusiker, Organist und Komponist                                                           |       |       |
| 15. Juli | Bengt Ljungquist                               | schwedischer Fechter und Dressurreiter                                                                     | 66    |       |
| 15. Juli | Zuhair Muhsin                                  | palästinensischer Politiker, Palästinenserführer                                                           |       |       |
| 16. Juli | Alfred Deller                                  | englischer Sänger (Countertenor)                                                                           | 67    |       |
| 16. Juli | Bob Douglas                                    | US-amerikanischer Sportmanager, Gründer der New York Renaissance                                           | 96    |       |
| 16. Juli | Erik Norman Kjellesvig-Waering                 | US-amerikanischer Arachnologe und Paläontologe                                                             | 67    |       |
| 16. Juli | James Francis McIntyre                         | US-amerikanischer Geistlicher, Erzbischof von Los Angeles und Kardinal                                     | 93    |       |
| 16. Juli | Hermann Milius                                 | deutscher Sportfunktionär                                                                                  | 76    |       |
| 16. Juli | Georg Paucker                                  | deutscher Kurzschrifttheoretiker und -praktiker sowie der Erfinder der Deutschen Notizschrift              | 68    |       |
| 16. Juli | Mary Scott                                     | neuseeländische Autorin                                                                                    | 90    |       |
| 16. Juli | Olof Sköldberg                                 | schwedischer Sportschütze                                                                                  | 69    |       |
| 17. Juli | Edward Akufo-Addo                              | ghanaischer Politiker, Präsident von Ghana                                                                 | 73    |       |
| 17. Juli | Gotthard Egli                                  | Schweizer Politiker (CVP)                                                                                  | 94    |       |
| 17. Juli | István Kristóf                                 | ungarischer kommunistischer Politiker, Mitglied des Parlaments                                             | 66    |       |
| 17. Juli | Richard Putzier                                | deutscher Offizier, zuletzt General der Flieger im Zweiten Weltkrieg                                       | 89    |       |
| 18. Juli | Matthew Gee                                    | US-amerikanischer Jazz-Posaunist                                                                           | 53    |       |
| 18. Juli | Herbert Hennies                                | deutscher Schauspieler, Schriftsteller, Liedtexter und Hörspielsprecher                                    | 79    |       |
| 18. Juli | Johann Nikuradse                               | deutscher Ingenieur und Physiker                                                                           | 84    |       |
| 18. Juli | Kurt Reinhard                                  | deutscher Musikethnologe und Komponist                                                                     | 64    |       |
| 18. Juli | Serafino Santambrogio                          | italienischer Radrennfahrer                                                                                | 65    |       |
| 18. Juli | Walter Schäfer                                 | deutscher Theologe                                                                                         | 76    |       |
| 18. Juli | Wolfgang Yourgrau                              | US-amerikanischer Sozialpsychologe, Physiker und Journalist                                                | 70    |       |
| 19. Juli | Ferdinand Eypeltauer                           | österreichischer Jurist                                                                                    | 85    |       |
| 19. Juli | Guglielmo Segato                               | italienischer Radrennfahrer                                                                                | 73    |       |
| 20. Juli | Walther Brouwer                                | deutscher Pflanzenbauwissenschaftler                                                                       | 84    |       |
| 20. Juli | Herbert Butterfield                            | britischer Historiker und Geschichtsphilosoph                                                              | 78    |       |
| 20. Juli | Wilhelm Ladewig                                | deutscher Zehnkämpfer und Hochspringer                                                                     | 72    |       |
| 20. Juli | Eduard Rauch                                   | oberösterreichischer Politiker                                                                             | 79    |       |
| 20. Juli | Günther Reinert                                | deutscher Psychologe                                                                                       | 51    |       |
| 20. Juli | Hans-Joachim Schuke                            | deutscher Orgelbauer                                                                                       | 71    |       |
| 20. Juli | Tr. Georg Wittuhn                              | deutscher Filmproduktionsleiter, Herstellungsleiter, Drehbuchautor und Dokumentarfilm-Regisseur            | 78    |       |
| 21. Juli | Giorgio Boris Giuliano                         | italienischer Mafiaermittler                                                                               | 48    |       |
| 21. Juli | Francisco Mateo                                | spanisch-französischer Fußballspieler                                                                      | 62    |       |
| 21. Juli | Ludwig Renn                                    | deutscher Schriftsteller                                                                                   | 90    |       |
| 21. Juli | Rexford Tugwell                                | US-amerikanischer Ökonom und Gouverneur von Puerto Rico                                                    | 88    |       |
| 21. Juli | Eugène Vinaver                                 | französischer Romanist und Mediävist                                                                       | 80    |       |
| 22. Juli | Hermann Berger                                 | Schweizer Politiker (SP)                                                                                   | 73    |       |
| 22. Juli | J. V. Cain                                     | US-amerikanischer American-Football-Spieler                                                                | 28    |       |
| 22. Juli | Alfred Dreger                                  | deutscher Gewerkschaftssekretär und Senator der Hansestadt Lübeck                                          | 90    |       |
| 22. Juli | Tony Galento                                   | US-amerikanischer Schwergewichtsboxer                                                                      | 69    |       |
| 22. Juli | Reuben Leon Kahn                               | US-amerikanischer Immunologe                                                                               | 91    |       |
| 22. Juli | Manfred Kmoch                                  | österreichischer Heimatforscher                                                                            | 54    |       |
| 22. Juli | Sándor Kocsis                                  | ungarischer Fußballspieler                                                                                 | 49    |       |
| 22. Juli | August Kramer                                  | deutscher Politiker (NSDAP), MdR                                                                           | 78    |       |
| 22. Juli | Pierre Miremont                                | französischer Romanist, Okzitanist und Autor des Okzitanischen                                             |       |       |
| 22. Juli | Stein Rokkan                                   | norwegischer Soziologe                                                                                     | 58    |       |
| 22. Juli | Otto Karl Freiherr Schirndinger von Schirnding | deutscher Adliger und Verwalter                                                                            | 87    |       |
| 23. Juli | Mathieu Ahlersmeyer                            | deutscher Opernsänger (Bariton) und Schauspieler                                                           | 83    |       |
| 23. Juli | Wilhelm Dopatka                                | deutscher Politiker, Oberbürgermeister von Leverkusen, MdB                                                 | 59    |       |
| 23. Juli | Lizzi Holzschuh                                | österreichische Filmschauspielerin                                                                         | 71    |       |
| 23. Juli | Joseph Kessel                                  | französischer Journalist, Abenteurer und Romancier                                                         | 81    |       |
| 23. Juli | Richard Reile                                  | deutscher Politiker                                                                                        | 72    |       |
| 24. Juli | Nikolaus Fleckenstein                          | deutscher Gewerkschafter und Politiker, MdL                                                                | 72    |       |
| 24. Juli | Albert Hersoy                                  | französischer Turner                                                                                       | 83    |       |
| 24. Juli | Edward Stachura                                | polnischer Schriftsteller, Dichter und Liedermacher                                                        | 41    |       |
| 24. Juli | Hans W. Ulrich                                 | deutscher Schauspieler, Schriftsteller und Journalist                                                      | 80    |       |
| 24. Juli | Helmut Zeraschi                                | deutscher Musikwissenschaftler und Musikverlagsleiter                                                      | 67    |       |
| 25. Juli | Elsa Kidson                                    | neuseeländische Chemikerin und Bildhauerin                                                                 | 74    |       |
| 25. Juli | Eric Pohlmann                                  | österreichisch-britischer Theater-, Film- und Fernsehschauspieler                                          | 66    |       |
| 25. Juli | Walther Wilbrandt                              | deutsch-schweizerischer Physiologe und Pharmakologe                                                        | 72    |       |
| 25. Juli | Heinrich Zechmann                              | österreichischer Politiker (FPÖ), Abgeordneter zum Nationalrat                                             | 81    |       |
| 26. Juli | Virginia Brissac                               | US-amerikanische Schauspielerin                                                                            | 96    |       |
| 26. Juli | Oskar Hürsch                                   | Schweizer Politiker                                                                                        | 87    |       |
| 26. Juli | Dieter Koulmann                                | deutscher Fußballspieler                                                                                   | 39    |       |
| 26. Juli | Wilhelm K. Papenhoff                           | deutscher Journalist                                                                                       | 65    |       |
| 26. Juli | Helmut Poppe                                   | deutscher Offizier, Generalleutnant der NVA                                                                | 52    |       |
| 26. Juli | Carlo Rizzo                                    | italienischer Schauspieler                                                                                 | 72    |       |
| 27. Juli | Cornelis J. Bute                               | niederländischer Organist, Carilloneur und Komponist                                                       | 89    |       |
| 27. Juli | Ernest Crosbie                                 | US-amerikanischer Leichtathlet                                                                             | 69    |       |
| 27. Juli | Oskar Haarbrandt                               | deutscher Tontechniker                                                                                     | 76    |       |
| 27. Juli | Ottmar Kohler                                  | deutscher Arzt und Romanfigur                                                                              | 71    |       |
| 27. Juli | Ettore Manni                                   | italienischer Filmschauspieler                                                                             | 52    |       |
| 27. Juli | Shirley Mason                                  | US-amerikanische Stummfilmschauspielerin                                                                   | 79    |       |
| 27. Juli | Henri Saint Cyr                                | schwedischer Dressurreiter                                                                                 | 77    |       |
| 28. Juli | Luc Benoist                                    | französischer Kunsthistoriker, Autor und Essayist                                                          | 85    |       |
| 28. Juli | André Cherrier                                 | französischer Leichtathlet                                                                                 | 74    |       |
| 28. Juli | Christian Duvaleix                             | französischer Schauspieler, Drehbuchautor und Regisseur                                                    | 56    |       |
| 28. Juli | Don Miller                                     | US-amerikanischer American-Football-Spieler und -Trainer, Jurist                                           | 77    |       |
| 28. Juli | Thankmar von Münchhausen                       | deutscher Jurist                                                                                           | 86    |       |
| 28. Juli | Väinö Rainio                                   | finnischer Leichtathlet                                                                                    | 83    |       |
| 28. Juli | Herbert Rehbein                                | deutscher Violinist, Orchesterleiter, Arrangeur und Komponist                                              | 57    |       |
| 28. Juli | Wolfgang Reinhardt                             | österreichischer Filmproduzent und Drehbuchautor                                                           | 70    |       |
| 28. Juli | Josef Schmidt                                  | deutscher Bürgermeister und Politiker, MdL                                                                 | 70    |       |
| 28. Juli | George Seaton                                  | US-amerikanischer Drehbuchautor, Filmregisseur und Filmproduzent.                                          | 68    |       |
| 28. Juli | Frederick Stafford                             | österreichischer Schauspieler                                                                              | 51    |       |
| 28. Juli | Gudina Tumsa                                   | äthiopischer Theologe                                                                                      |       |       |
| 28. Juli | Ridi Walfried                                  | österreichische Schauspielerin, Bühnen- und Drehbuchautorin                                                | 87    |       |
| 29. Juli | Phil Boutelje                                  | US-amerikanischer Pianist, Filmkomponist, Liedtexter, Autor und Dirigent                                   | 83    |       |
| 29. Juli | John B. Breckinridge                           | US-amerikanischer Politiker                                                                                | 65    |       |
| 29. Juli | Juan Sánchez Gorio                             | argentinischer Bandoneonist, Bandleader und Tangokomponist                                                 | 58    |       |
| 29. Juli | Norma Koch                                     | US-amerikanische Kostümbildnerin                                                                           | 81    |       |
| 29. Juli | Herbert Marcuse                                | deutsch-amerikanischer Philosoph und Soziologe                                                             | 81    |       |
| 29. Juli | Justo Pérez de Urbel                           | spanischer Benediktinermönch und Abt                                                                       | 83    |       |
| 29. Juli | Ludwig Seiterich                               | deutscher Verwaltungsjurist und Landrat in den Landkreisen Waldshut und Konstanz                           | 75    |       |
| 29. Juli | Claus Wallner                                  | deutscher Maler und Grafiker                                                                               | 53    |       |
| 30. Juli | Hans Fackelmann                                | rumänischer Architekt und Hochschullehrer                                                                  | 45    |       |
| 30. Juli | Lew Kowarski                                   | russisch-französischer Physiker                                                                            | 72    |       |
| 30. Juli | Edmund Stadler                                 | deutscher Mittelstreckenläufer                                                                             | 70    |       |
| 31. Juli | José Della Torre                               | argentinischer Fußballspieler                                                                              | 73    |       |
| 31. Juli | Cuno Eichler                                   | deutscher Politiker der NSDAP                                                                              | 90    |       |
| 31. Juli | József Galambos                                | ungarischer Generalmajor, Stellvertretender Innenminister                                                  | 57    |       |
| 31. Juli | Frede Hansen                                   | dänischer Turner                                                                                           | 82    |       |
| 31. Juli | Jupp Kotalla                                   | deutsches SS-Mitglied und Kriegsverbrecher                                                                 | 71    |       |
| 31. Juli | Beatrix Lehmann                                | britische Theater- und Filmschauspielerin, sowie Theaterregisseurin und Romanautorin                       | 76    |       |
| 31. Juli | Alfred Menger                                  | deutscher Widerstandskämpfer und Politiker                                                                 | 77    |       |
| 31. Juli | Wilhelm Nauhaus                                | deutscher Buchbinder und Künstler                                                                          | 79    |       |
| 30. Juli | Beppie Nooy                                    | niederländische Schauspielerin, Regisseurin und Bühnenmanagerin                                            | 60    |       |
| 31. Juli | Theodor Pröpper                                | deutscher Komponist, Kirchenmusiker und Heimatdichter                                                      | 83    |       |
| 31. Juli | Hanna Rademacher                               | deutsche Schriftstellerin                                                                                  | 97    |       |
| 31. Juli | Emma Rendtorff                                 | deutsche Kindergartenpädagogin, Jugendschriftstellerin und Diakonisse                                      | 85    |       |
| Juli     | Mihály Rusovszky                               | ungarischer Radrennfahrer                                                                                  | 83    |       |

## August
| Tag        | Name                                            | Beruf, bekannt als                                                                                       | Alter | Beleg |
| ---------- | ----------------------------------------------- | --- | ----- | ----- |
| 1. August  | Paul Gülker                                     | deutscher Versicherungsjurist und -manager                                                               | 87    |       |
| 1. August  | Li Ji                                           | chinesischer Archäologe                                                                                  | 83    |       |
| 1. August  | Hans Joachim Malberg                            | deutscher Kinder- und Jugendbuchautor                                                                    | 83    |       |
| 1. August  | Carl Reuter                                     | deutscher Politiker (NSDAP), MdR                                                                         | 79    |       |
| 1. August  | Jes Schmidt                                     | dänischer Chefredakteur und Politiker, Mitglied des Folketing                                            | 62    |       |
| 1. August  | Ethelbert Stauffer                              | deutscher protestantischer Theologe                                                                      | 77    |       |
| 2. August  | Franz Blatt                                     | österreichisch-dänischer mittellateinischer Philologe                                                    | 75    |       |
| 2. August  | Víctor Raúl Haya de la Torre                    | peruanischer Politiker, Gründer der APRA                                                                 | 84    |       |
| 2. August  | Nanda Herbermann                                | deutsche Autorin, Schriftstellerin und Regimekritikerin des NS-Regimes                                   | 75    |       |
| 2. August  | Joaquín Mora                                    | argentinischer Tangopianist, Gitarrist, Bandleader und Komponist                                         | 73    |       |
| 2. August  | Thurman Munson                                  | US-amerikanischer Baseballspieler                                                                        | 32    |       |
| 2. August  | Hermann Schmitt-Vockenhausen                    | deutscher Politiker, MdB                                                                                 | 56    |       |
| 3. August  | Juan Ibacache                                   | chilenischer Fußballspieler                                                                              | 76    |       |
| 3. August  | Bertil Ohlin                                    | schwedischer Wirtschaftswissenschaftler und Politiker (liberale Volkspartei), Mitglied des Riksdag       | 80    |       |
| 3. August  | Alfredo Ottaviani                               | italienischer Kurienkardinal der römisch-katholischen Kirche                                             | 88    |       |
| 3. August  | Walter Porter                                   | britischer Mittel- und Langstreckenläufer                                                                | 75    |       |
| 4. August  | Reynold C. Fuson                                | US-amerikanischer Chemiker                                                                               | 84    |       |
| 4. August  | Franz Herberhold                                | deutscher Archivar                                                                                       | 72    |       |
| 4. August  | Walther Herrmann                                | deutscher Lehrer und Heimatforscher                                                                      | 95    |       |
| 4. August  | Ivar Johansson                                  | schwedischer Ringer                                                                                      | 76    |       |
| 4. August  | Wilhelm Krane                                   | deutscher Generalarzt, Chef des Wehrmedizinalamts der Bundeswehr                                         | 77    |       |
| 4. August  | Albert Schreiner                                | deutscher Politiker (SED) und Historiker                                                                 | 86    |       |
| 5. August  | Joseph Arregui y Yparaguirre                    | spanischer römisch-katholischer Geistlicher                                                              | 75    |       |
| 5. August  | Christine Böhm                                  | österreichische Schauspielerin                                                                           | 25    |       |
| 5. August  | Günther Anton Moosbrugger                       | österreichischer Politiker, Bürgermeister von Dornbirn                                                   | 80    |       |
| 5. August  | Sándor Palotay                                  | ungarischer adventistischer Prediger                                                                     | 52    |       |
| 5. August  | Heinz Sandauer                                  | österreichischer Dirigent, Komponist und Schriftsteller                                                  | 68    |       |
| 5. August  | Peter Szivatz                                   | österreichischer Journalist und Schriftsteller                                                           | 38    |       |
| 5. August  | Wladimir Weidlé                                 | russisch-französischer Kunstwissenschaftler, Kritiker und Literat                                        |       |       |
| 6. August  | Adam Barthels                                   | deutscher Politiker, MdL                                                                                 | 81    |       |
| 6. August  | Adolf Dethmann                                  | deutscher Staatswissenschaftler, Industriekaufmann und Buchhändler                                       | 82    |       |
| 6. August  | Kurt Kasznar                                    | österreichisch-amerikanischer Schauspieler                                                               | 65    |       |
| 6. August  | Feodor Lynen                                    | deutscher Biochemiker und Nobelpreisträger für Medizin 1964                                              | 68    |       |
| 6. August  | Plinio Martini                                  | Schweizer Schriftsteller                                                                                 | 56    |       |
| 6. August  | Theodor Seidenfaden                             | deutscher Schriftsteller                                                                                 | 93    |       |
| 7. August  | Carl Habel                                      | norwegischer Schauspieler                                                                                | 63    |       |
| 7. August  | Adolph Kummernuss                               | deutscher Gewerkschaftsfunktionär und Politiker, MdHB                                                    | 84    |       |
| 8. August  | Emil Belzner                                    | deutscher Journalist und Schriftsteller                                                                  | 78    |       |
| 8. August  | Lionel Cooper                                   | britischer Mathematiker                                                                                  | 63    |       |
| 8. August  | Alfred Klemmt                                   | deutscher nationalsozialistischer Philosoph                                                              | 84    |       |
| 8. August  | Emil Lumbeck                                    | deutscher Buchhändler                                                                                    | 93    |       |
| 8. August  | Nicholas Monsarrat                              | britischer Autor                                                                                         | 69    |       |
| 9. August  | Marta Damkowski                                 | deutsche Politikerin (ISK,), MdHB und Widerstandskämpferin gegen den Nationalsozialismus                 | 68    |       |
| 9. August  | Josef Eichner                                   | deutscher Politiker (BP), MdB                                                                            | 79    |       |
| 9. August  | Grigori Michailowitsch Kogan                    | sowjetischerklassischer Pianist, Musikwissenschaftler und Musikpädagoge                                  | 78    |       |
| 9. August  | Martin Lüscher                                  | Schweizer Zoologe                                                                                        | 62    |       |
| 9. August  | Walter O’Malley                                 | US-amerikanischer Sportfunktionär, Unternehmer und Besitzer der Los Angeles Dodgers                      | 75    |       |
| 9. August  | Raymond Washington                              | US-amerikanischer Gang-Gründer                                                                           | 25    |       |
| 10. August | Brenda Bell                                     | neuseeländische Pionierin im Bereich des Kurzwellen- und Radiofunks                                      | 87    |       |
| 10. August | Mohammad Nur Ahmad Etemadi                      | afghanischer Diplomat und Politiker                                                                      | 58    |       |
| 10. August | Dick Foran                                      | US-amerikanischer Sänger und Schauspieler                                                                | 69    |       |
| 10. August | Walther Gerlach                                 | deutscher Physiker und Hochschullehrer                                                                   | 90    |       |
| 10. August | David Horowitz                                  | israelischer Ökonom                                                                                      | 79    |       |
| 10. August | Emmerich Huber                                  | deutscher Werbezeichner, Illustrator und Karikaturist                                                    | 75    |       |
| 10. August | Nikolaus Kopp                                   | deutscher Politiker, MdL                                                                                 | 75    |       |
| 10. August | Ángel León                                      | spanischer Sportschütze                                                                                  | 76    |       |
| 10. August | Jānis Lūsis                                     | sowjetischer Zoologe und Genetiker                                                                       | 81    |       |
| 10. August | José María Pinilla Fábrega                      | 34. Staatspräsident von Panama                                                                           | 59    |       |
| 10. August | Max Reitersleben                                | deutscher Politiker (KPD, SED) und Gewerkschafter                                                        | 79    |       |
| 10. August | Karl Veith                                      | deutscher Generalleutnant der Luftwaffe, Kampfkommandant der Stadt Braunschweig                          | 85    |       |
| 10. August | Géza Wertheim                                   | luxemburgischer Bobsportler, Tennisspieler und -funktionär                                               | 69    |       |
| 10. August | John Joseph Wright                              | US-amerikanischer Geistlicher, Kurienkardinal der römisch-katholischen Kirche                            | 70    |       |
| 11. August | Michail Iwanowitsch An                          | sowjetischer Fußballspieler                                                                              | 25    |       |
| 11. August | Waldfried Barthel                               | deutscher Filmunternehmer und Diplomat                                                                   | 65    |       |
| 11. August | Adolf Billen                                    | deutscher Gutsherr und Politiker, MdL Rheinland-Pfalz                                                    | 68    |       |
| 11. August | James Gordon Farrell                            | irisch-britischer Schriftsteller                                                                         | 44    |       |
| 11. August | Georgi Wassiljewitsch Florowski                 | orthodoxer Theologe                                                                                      | 85    |       |
| 11. August | Reino Hallamaa                                  | finnischer Oberst und Geheimdienstchef                                                                   | 80    |       |
| 11. August | Carl Georg Heise                                | deutscher Kunsthistoriker und Museumsdirektor                                                            | 89    |       |
| 11. August | Hans Podehl                                     | deutscher Jazzmusiker und Musikproduzent                                                                 | 55    |       |
| 11. August | Dietrich Stauffacher                            | Politiker des Schweizer Kantons Glarus                                                                   | 72    |       |
| 11. August | Wilhelm Stichweh                                | deutscher Unternehmer und Kunstmäzen                                                                     | 80    |       |
| 11. August | Harry Wilson                                    | neuseeländischer Hürdenläufer                                                                            | 83    |       |
| 12. August | Gilbert Cesbron                                 | französischer Schriftsteller                                                                             | 66    |       |
| 12. August | Ernst Boris Chain                               | deutsch-britischer Biochemiker und Bakteriologe                                                          | 73    |       |
| 12. August | Nikolaus Hetfleisch                             | österreichischer Politiker, Landtagsabgeordneter im Burgenland                                           | 60    |       |
| 12. August | Alfred Mozer                                    | deutsch-niederländischer Journalist und Politiker                                                        | 74    |       |
| 12. August | Konrad Richter                                  | deutscher Geologe                                                                                        | 75    |       |
| 12. August | Robert Schaffner                                | luxemburgischer Politiker (DP) und Verbandsfunktionär                                                    | 74    |       |
| 13. August | Andrew Dasburg                                  | US-amerikanischer Maler und Bildhauer                                                                    | 92    |       |
| 13. August | Fukunaga Takehiko                               | japanischer Schriftsteller und Übersetzer                                                                | 61    |       |
| 13. August | Johanna Martzy                                  | ungarische klassische Geigerin                                                                           | 54    |       |
| 13. August | Wilhelm Oxenius                                 | deutscher Offizier während des Zweiten Weltkriegs                                                        | 66    |       |
| 13. August | Max Schneider                                   | schweizerisch-deutscher Physiologe                                                                       | 74    |       |
| 14. August | Richard Alewyn                                  | deutscher Germanist und Literaturkritiker                                                                | 77    |       |
| 14. August | Georges Berthet                                 | französischer Ruderer und Skisportler                                                                    | 75    |       |
| 14. August | Édouard Goubert                                 | französisch-indischer Politiker, Mitglied der Nationalversammlung                                        | 85    |       |
| 14. August | Michail Pawlowitsch Ogonkow                     | sowjetischer Fußballspieler                                                                              | 47    |       |
| 14. August | Jehoschua Rabinowitz                            | israelischer Politiker                                                                                   | 67    |       |
| 14. August | Andreas Wackwitz                                | deutscher evangelischer Propst in Namibia                                                                | 86    |       |
| 15. August | Walter Berndt                                   | US-amerikanischer Comiczeichner                                                                          | 79    |       |
| 15. August | Paul Bouque                                     | französischer Geistlicher und Bischof von Nkongsamba                                                     | 83    |       |
| 15. August | Alwin Günther                                   | deutscher Politiker (KPD/SED), Widerstandskämpfer und Gewerkschafter                                     | 73    |       |
| 15. August | Asa Martin                                      | US-amerikanischer Old-Time-Musiker                                                                       | 79    |       |
| 16. August | John Diefenbaker                                | kanadischer Politiker                                                                                    | 83    |       |
| 16. August | F. Ryan Duffy                                   | US-amerikanischer Jurist und Politiker                                                                   | 91    |       |
| 16. August | Otto Kahn-Freund                                | deutscher Jurist und Widerstandskämpfer gegen den Nationalsozialismus                                    | 78    |       |
| 16. August | Walter Schultze                                 | deutscher Arzt und Politiker (NSDAP), MdR                                                                | 85    |       |
| 16. August | Franz Tillmann                                  | deutscher Beamter, Staatssekretär und Verbandsvertreter                                                  | 73    |       |
| 16. August | Larry Wilson                                    | kanadischer Eishockeyspieler und -trainer                                                                | 48    |       |
| 17. August | Lothar Barth                                    | deutscher Anästhesist                                                                                    | 58    |       |
| 17. August | Angelo De Martini                               | italienischer Radrennfahrer                                                                              | 82    |       |
| 17. August | Kurt Hutten                                     | deutscher evangelischer Theologe und Sektenkundler                                                       | 78    |       |
| 17. August | Ahmet Kireççi                                   | türkischer Ringer                                                                                        | 64    |       |
| 17. August | Alf Ross                                        | dänischer Rechtsphilosoph und Jurist                                                                     | 80    |       |
| 17. August | Vivian Vance                                    | US-amerikanische Schauspielerin                                                                          | 70    |       |
| 18. August | Eileen Bennett                                  | britische Tennisspielerin                                                                                | 72    |       |
| 18. August | Hans Bucek                                      | österreichischer Toningenieur und Tontechniker                                                           | 76    |       |
| 18. August | Viktor Elser                                    | österreichischer Bierbrauer und Politiker (SPÖ, KPÖ), Landtagsabgeordneter, Abgeordneter zum Nationalrat | 86    |       |
| 18. August | Hans Gaffron                                    | deutsch-amerikanischer Biochemiker                                                                       | 77    |       |
| 18. August | Draper Kauffman                                 | US-amerikanischer Offizier, Konteradmiral der US-Navy                                                    | 68    |       |
| 18. August | William C. Krumbein                             | US-amerikanischer Geologe                                                                                | 77    |       |
| 18. August | Herbert Mager                                   | deutscher Maler                                                                                          | 91    |       |
| 18. August | Kazys Škirpa                                    | litauischer Politiker und Diplomat, Botschafter, Oberst, Gründer von Lietuvių aktyvistų frontas          | 84    |       |
| 19. August | Friedrich Wilhelm Bautz                         | deutscher evangelischer Theologe und Schriftsteller                                                      | 72    |       |
| 19. August | Dorsey Burnette                                 | US-amerikanischer Country- und Rockabilly-Musiker und Songschreiber                                      | 46    |       |
| 19. August | Hermann Emil Flörke                             | deutscher Generalleutnant im Zweiten Weltkrieg                                                           | 85    |       |
| 19. August | Theo Heimann                                    | Schweizer Radrennfahrer                                                                                  | 68    |       |
| 19. August | Saad Dschumaa                                   | jordanischer Politiker                                                                                   |       |       |
| 19. August | Vasantrao Phulsing Naik                         | indischer Politiker                                                                                      | 66    |       |
| 19. August | Rudolf Prestel                                  | deutscher Jurist, Sozial- und Kommunalpolitiker                                                          | 80    |       |
| 19. August | Joel Teitelbaum                                 | Rebbe | 92    |       |
| 20. August | Jakob Dautzenberg                               | deutscher Politiker, MdR und Widerstandskämpfer gegen den Nationalsozialismus                            | 82    |       |
| 20. August | Georg Albert Dorschfeldt                        | deutscher Maler und Hochschullehrer                                                                      | 89    |       |
| 20. August | Christian Dotremont                             | belgischer Maler und Lyriker                                                                             | 56    |       |
| 20. August | Friedrich-Wilhelm Holland                       | deutscher Richter                                                                                        | 75    |       |
| 20. August | Hans Hornich                                    | österreichischer Mathematiker                                                                            | 72    |       |
| 20. August | George Maycock                                  | panamaischer Jazzpianist                                                                                 | 61    |       |
| 21. August | Ernst Assmann                                   | deutscher Forstwissenschaftler                                                                           | 76    |       |
| 21. August | Karl Bergmann                                   | deutscher Politiker, MdL, MdB, MdEP                                                                      | 72    |       |
| 21. August | Charlotte Blake                                 | amerikanische Komponistin                                                                                | 94    |       |
| 21. August | Wilhelm Bleyer                                  | österreichischer Metallarbeiter und Politiker, Abgeordneter zum Nationalrat                              | 77    |       |
| 21. August | Franz Colleselli                                | österreichischer Volkskundler                                                                            | 57    |       |
| 21. August | Alexander Edezath                               | indischer Geistlicher, Bischof von Cochin                                                                | 74    |       |
| 21. August | Hugo Gamper                                     | italienischer Rechtsanwalt und Politiker (Südtirol)                                                      | 45    |       |
| 21. August | Stuart Heisler                                  | US-amerikanischer Filmregisseur                                                                          | 84    |       |
| 21. August | Frantz Kinnen                                   | luxemburgischer bildender Künstler                                                                       | 74    |       |
| 21. August | Giuseppe Meazza                                 | italienischer Fußballspieler und -trainer                                                                | 68    |       |
| 21. August | Wolfgang Penz                                   | deutscher Schauspieler                                                                                   | 29    |       |
| 21. August | Jacob „Mpharanyana“ Radebe                      | südafrikanischer Singer-Songwriter und Gitarrist                                                         | 31    |       |
| 21. August | Fritz Theimer                                   | österreichischer Lehrer, Dirigent und Komponist                                                          | 87    |       |
| 22. August | Henk Beernink                                   | niederländischer Politiker (CHU) und Jurist                                                              | 69    |       |
| 22. August | Gianni Buffardi                                 | italienischer Filmproduzent und -regisseur                                                               |       |       |
| 22. August | Julio de Diego                                  | spanisch-amerikanischer Maler, Illustrator und Bühnenbildner                                             | 79    |       |
| 22. August | James T. Farrell                                | amerikanischer Schriftsteller                                                                            | 75    |       |
| 22. August | Hanna Kiep                                      | deutsche Juristin, Diplomatin und NS-Opfer                                                               | 75    |       |
| 22. August | Heinrich Minden                                 | deutscher Schauspieler und Regisseur                                                                     | 64    |       |
| 22. August | Herbert Prüget                                  | deutscher Gebrauchsgrafiker                                                                              | 65    |       |
| 22. August | Snjolaug Sigurdson                              | kanadische Pianistin und Musikpädagogin                                                                  | 64    |       |
| 23. August | Hans Adrian                                     | Schweizer Geologe                                                                                        | 89    |       |
| 23. August | Anna Maria Peduzzi                              | italienische Autorennfahrerin                                                                            | 67    |       |
| 24. August | Bernt Evensen                                   | norwegischer Eisschnellläufer                                                                            | 74    |       |
| 24. August | Ernst Gruber                                    | deutscher Opernsänger (Heldentenor)                                                                      | 60    |       |
| 24. August | Hermann Joseph Kopf                             | Schweizer Lyriker                                                                                        | 49    |       |
| 24. August | Nakano Shigeharu                                | japanischer Schriftsteller                                                                               | 77    |       |
| 24. August | Hanna Reitsch                                   | deutsche Flugpionierin und Fliegerin                                                                     | 67    |       |
| 24. August | Georg Remak                                     | deutscher Jurist                                                                                         | 89    |       |
| 24. August | Fritz Riemann                                   | deutscher Psychoanalytiker, Autor und Astrologe                                                          | 76    |       |
| 24. August | Sampson Sievers                                 | deutsch-baltischer Mönch und Priester                                                                    | 79    |       |
| 24. August | Teddy Smith                                     | US-amerikanischer Jazz-Bassist des Modern Jazz                                                           | 47    |       |
| 25. August | Karl-Heinrich Bodenschatz                       | deutscher Offizier, zuletzt General der Flieger und Adjutant von Hermann Göring                          | 88    |       |
| 25. August | Ray Eberle                                      | US-amerikanischer Swingsänger                                                                            | 60    |       |
| 25. August | Stan Kenton                                     | US-amerikanischer Jazzpianist und -komponist                                                             | 67    |       |
| 25. August | Richard Rockrohr                                | deutscher Politiker (BHE), MdL                                                                           | 78    |       |
| 25. August | Alberto Ruz Lhuillier                           | mexikanischer Archäologe                                                                                 | 73    |       |
| 25. August | Hans Schimank                                   | deutscher Physiker und Wissenschaftshistoriker                                                           | 91    |       |
| 26. August | Ted Cremer                                      | niederländischer Ruderer                                                                                 | 77    |       |
| 26. August | Philip Inman, 1. Baron Inman                    | britischer Politiker der Labour Party und Peer                                                           | 87    |       |
| 26. August | Alvin Karpis                                    | kanadisch-US-amerikanischer Krimineller                                                                  | 71    |       |
| 26. August | Ben Oakland                                     | US-amerikanischer Pianist und Songschreiber                                                              | 69    |       |
| 26. August | Leslie Savage                                   | britischer Schwimmer und Wasserballspieler                                                               | 82    |       |
| 26. August | Mika Waltari                                    | finnischer Schriftsteller                                                                                | 70    |       |
| 27. August | Thelma Kingsbury                                | US-amerikanisch-englische Badmintonspielerin                                                             | 68    |       |
| 27. August | Louis Mountbatten, 1. Earl Mountbatten of Burma | britischer Adliger, Flottenadmiral und Staatsmann                                                        | 79    |       |
| 27. August | Hermann Raschhofer                              | deutsch-österreichischer Jurist                                                                          | 74    |       |
| 27. August | Bill Spear                                      | US-amerikanischer Automobilrennfahrer                                                                    | 63    |       |
| 27. August | Bolesław Szabelski                              | polnischer Komponist                                                                                     | 82    |       |
| 28. August | Mathieu André                                   | französischer Fußballspieler österreichischer Herkunft                                                   | 70    |       |
| 28. August | Emil Gerlach                                    | deutscher Schriftsetzer, Kaufmann und Politiker                                                          | 77    |       |
| 28. August | George Hardy                                    | kanadischer Eishockeytrainer und -funktionär                                                             | 84    |       |
| 28. August | Thomas Parselle                                 | britischer Offizier der Luftstreitkräfte des Vereinigten Königreichs                                     | 68    |       |
| 28. August | Tatjana Konstantinowna Romanowa                 | russische Adelige, Mitglied des Hauses Romanow-Holstein-Gottorp                                          | 89    |       |
| 28. August | Konstantin Michailowitsch Simonow               | russischer Schriftsteller                                                                                | 63    |       |
| 29. August | Adrien Dax                                      | französischer Autor und Maler des Surrealismus                                                           |       |       |
| 29. August | Mary Marquet                                    | französische Schauspielerin                                                                              | 84    |       |
| 29. August | Fritz Neef                                      | deutscher Verwaltungsbeamter und Wirtschaftsfunktionär                                                   | 66    |       |
| 29. August | Alexi Puchlew                                   | bulgarischer Mediziner                                                                                   | 73    |       |
| 30. August | Josef Peintner                                  | österreichischer Politiker, Landtagsabgeordneter zum Vorarlberger Landtag                                | 78    |       |
| 30. August | Hans Reznicek                                   | österreichischer klassischer Flötist und Hochschullehrer                                                 | 68    |       |
| 30. August | Jean Seberg                                     | US-amerikanische Schauspielerin                                                                          | 40    |       |
| 30. August | Willi Titze                                     | deutscher Maler und Grafiker                                                                             | 89    |       |
| 31. August | Haller Belt                                     | US-amerikanischer Filmtechniker                                                                          | 93    |       |
| 31. August | Percival Borde                                  | aus Trinidad und Tobago stammender Tänzer, Choreograph und Tanzlehrer                                    |       |       |
| 31. August | Celso Emilio Ferreiro                           | spanisch-galicischer Schriftsteller und Journalist                                                       | 67    |       |
| 31. August | Alberto Martín Artajo                           | spanischer Politiker                                                                                     | 73    |       |
| 31. August | Sally Rand                                      | US-amerikanische Burlesque-Tänzerin und Schauspielerin                                                   | 75    |       |
| August     | Hans Otto Glahn                                 | preußischer Landrat                                                                                      | 84    |       |
| August     | Manfred Stein                                   | deutscher Motocrossfahrer                                                                                | 31    |       |

## September
| Tag           | Name                          | Beruf, bekannt als                                                                               | Alter | Beleg |
| ------------- | ----------------------------- | ------------------------------------------------------------------------------------------------ | ----- | ----- |
| 1. September  | Rudolf Cramer von Clausbruch  | deutscher Pilot                                                                                  | 78    |       |
| 1. September  | Doris Kenyon                  | US-amerikanische Film- und Theaterschauspielerin, Schlagersängerin und Lyrikerin                 | 81    |       |
| 1. September  | Walther Klepsch               | deutscher Politiker (USPD)                                                                       | 89    |       |
| 1. September  | Otto Martini                  | deutscher Kameramann, Filmregisseur, Drehbuchautor und Filmproduzent                             | 76    |       |
| 1. September  | Stanley R. Mullard            | britischer Unternehmer                                                                           | 95    |       |
| 1. September  | Aaron Rosenberg               | US-amerikanischer Filmregisseur und -produzent                                                   | 67    |       |
| 2. September  | Felix Aylmer                  | britischer Theater- und Filmschauspieler                                                         | 90    |       |
| 2. September  | Jacques Février               | französischer klassischer Pianist und Klavierpädagoge                                            | 79    |       |
| 2. September  | Johannes Kleinhappl           | österreichischer römisch-katholischer Priester und Professor für Moraltheologie                  | 86    |       |
| 2. September  | Joachim-Friedrich Langlet     | deutscher Schafzüchter und Hochschullehrer                                                       | 73    |       |
| 2. September  | Peter Christian Ludz          | deutscher Politikwissenschaftler und Soziologe                                                   | 48    |       |
| 2. September  | Paul Vogel                    | deutscher Neurologe und Hochschullehrer                                                          | 79    |       |
| 3. September  | David V. Anderson             | US-amerikanischer Politiker, State Auditor von Vermont                                           | 79    |       |
| 3. September  | Homer E. Capehart             | US-amerikanischer Politiker                                                                      | 82    |       |
| 3. September  | John Lanneau McMillan         | US-amerikanischer Politiker                                                                      | 81    |       |
| 3. September  | Gordon Hindle Rawcliffe       | britischer Elektrotechniker                                                                      | 69    |       |
| 4. September  | Richard Anderson              | britischer Generalleutnant                                                                       | 72    |       |
| 4. September  | Sefton Delmer                 | britischer Journalist                                                                            | 75    |       |
| 04. September | Francisco Gibert              | spanischer Wasserballspieler und Sportfunktionär                                                 | 79    |       |
| 4. September  | Herbert Hochreiter            | österreichischer Architekt und Filmarchitekt                                                     | 67    |       |
| 4. September  | Marianne Langewiesche         | deutsche Schriftstellerin                                                                        | 70    |       |
| 4. September  | Frank W. Towey                | US-amerikanischer Politiker                                                                      | 83    |       |
| 4. September  | Jef Van de Wiele              | flämischer Nationalist                                                                           | 76    |       |
| 5. September  | Guy Bolton                    | US-amerikanischer Dramatiker                                                                     | 94    |       |
| 5. September  | Roman Ghirshman               | französischer Archäologe ukrainischer Herkunft                                                   | 83    |       |
| 5. September  | Georg Gruber                  | österreichischer Musikwissenschaftler und Chorleiter                                             | 75    |       |
| 5. September  | Héctor Incháustegui Cabral    | dominikanischer Schriftsteller                                                                   | 67    |       |
| 5. September  | Alberto di Jorio              | italienischer Kardinal der Römischen Kirche                                                      | 95    |       |
| 5. September  | Bruno Sander                  | österreichischer Geologe und Schriftsteller                                                      | 95    |       |
| 5. September  | Teshigahara Sōfū              | japanischer Maler und Ikebana-Lehrer                                                             | 78    |       |
| 5. September  | Hans Tinhof                   | österreichischer Politiker, Landtagsabgeordneter                                                 | 63    |       |
| 5. September  | Hermann von Wissmann          | deutsch-österreichischer Arabienforscher und Geograph                                            | 84    |       |
| 6. September  | Ronald Binge                  | britischer Komponist                                                                             | 69    |       |
| 6. September  | Max Ehlert                    | deutscher Pressefotograf                                                                         | 74    |       |
| 6. September  | Joachim Jeremias              | deutscher lutherischer Theologe, Orientalist und Abt                                             | 78    |       |
| 6. September  | Emil Krieger                  | deutscher Bildhauer und Grafiker                                                                 | 76    |       |
| 6. September  | Nora Platiel                  | deutsche Politikerin, MdL, Juristin und Widerstandskämpferin gegen den Nationalsozialismus       | 83    |       |
| 6. September  | Christian Poirot              | französischer Automobilrennfahrer                                                                | 49    |       |
| 6. September  | Steve Sullivan                | US-amerikanischer Boxer                                                                          | 82    |       |
| 6. September  | Walter Traut                  | österreichischer Filmproduktions- und Herstellungsleiter                                         | 71    |       |
| 7. September  | Rita Hovink                   | niederländische Jazz-, Chanson- und Schlagersängerin                                             | 35    |       |
| 7. September  | Ferdinand Keilmann            | deutscher Architekt                                                                              | 72    |       |
| 7. September  | Jakob Michael                 | deutsch-amerikanischer Unternehmer                                                               | 85    |       |
| 7. September  | Ugo Montemurro                | italienischer Offizier                                                                           |       |       |
| 7. September  | I. A. Richards                | englischer Literaturkritiker und Rhetoriker                                                      | 86    |       |
| 7. September  | Erich Schumm                  | deutscher Fabrikant und Erfinder von Esbit                                                       | 71    |       |
| 8. September  | Ernst Leitz III               | deutscher Unternehmer und Politiker, MdL                                                         | 73    |       |
| 8. September  | Gerhard Lucht                 | deutscher Politiker (SED), MdV, Minister für Handel und Versorgung der DDR                       | 66    |       |
| 8. September  | Max Oechslin                  | Schweizer Forstingenieur                                                                         | 86    |       |
| 8. September  | Eberhard Schymik              | deutscher Fußballspieler                                                                         | 45    |       |
| 8. September  | Paul Weinzierl                | deutscher Unternehmer und Politiker (CSU), MdB                                                   | 82    |       |
| 9. September  | Claire Bonebakker             | niederländische Malerin                                                                          | 75    |       |
| 9. September  | Minotto Di Cicco              | uruguayischer Bandoneonist und Bandleader                                                        | 80    |       |
| 9. September  | Stanley Engelhart             | britischer Sprinter                                                                              | 69    |       |
| 9. September  | Thomas Fothringham-Parker     | britischer Autorennfahrer                                                                        | 72    |       |
| 9. September  | Emil Kömmerling               | deutscher Unternehmer                                                                            | 76    |       |
| 9. September  | Norrie Paramor                | britischer Musiker und Musikproduzent                                                            | 65    |       |
| 9. September  | Joel Sayre                    | US-amerikanischer Schriftsteller, Journalist und Drehbuchautor                                   |       |       |
| 9. September  | Mahmud Taleghani              | schiitischer Theologe und Reformgeistlicher des Iran                                             |       |       |
| 9. September  | Ali-Naghi Vaziri              | iranischer Musiker                                                                               |       |       |
| 9. September  | Wilbur Ware                   | US-amerikanischer Jazzbassist                                                                    | 56    |       |
| 10. September | Charles Fauvel                | französischer Flugzeugkonstrukteur                                                               | 74    |       |
| 10. September | Stanislaw Ljudkewytsch        | ukrainischer Komponist                                                                           | 100   |       |
| 10. September | Agostinho Neto                | erster Präsident von Angola (1975–1979), Dichter und nationalistischer Führer                    | 56    |       |
| 10. September | Gustav Reder                  | deutscher Eisenbahningenieur, Autor und NS-Propagandist                                          | 83    |       |
| 11. September | Ignacio Aguirrezabala         | spanischer Fußballspieler                                                                        | 70    |       |
| 11. September | Georg Edmund Dann             | deutscher Apotheker und Pharmaziehistoriker                                                      | 81    |       |
| 11. September | Hermann Günther               | deutscher Schauspieler                                                                           | ?     |       |
| 11. September | Lilly Jacobsson               | schwedische Schauspielerin                                                                       | 86    |       |
| 11. September | Alexander Schawinsky          | Schweizer Maler, Fotograf und Bühnenbildner                                                      | 75    |       |
| 11. September | Oswald Voh                    | deutscher Maler und Grafiker                                                                     | 75    |       |
| 12. September | Les Clark                     | US-amerikanischer Animator                                                                       | 71    |       |
| 12. September | Agop Dilâçar                  | türkischer Sprachwissenschaftler armenischer Herkunft                                            | 84    |       |
| 12. September | Kurt Giese                    | deutscher Jurist                                                                                 | 73    |       |
| 12. September | Jocelyne LaGarde              | französisch-polynesische Schauspielerin                                                          |       |       |
| 12. September | Josef Müller                  | deutscher Politiker (CSU), MdL                                                                   | 81    |       |
| 12. September | Sara Mustonen                 | finnische Skirennläuferin                                                                        | 16    |       |
| 12. September | Max Savelle                   | US-amerikanischer Historiker                                                                     | 83    |       |
| 13. September | Damit von Brunei              | Königin von Brunei                                                                               |       |       |
| 13. September | Solomon Lutnick               | US-amerikanischer Historiker                                                                     | 51    |       |
| 13. September | Matthias Schork               | rumänischer Musikpädagoge, Hochschuldozent, Komponist und Chorleiter                             | 59    |       |
| 14. September | Ludwig Hofmann                | deutscher Segelflieger                                                                           | 67    |       |
| 14. September | Raymond Loucheur              | französischer Komponist                                                                          | 80    |       |
| 14. September | Fritz Karl Mann               | deutscher Finanzwissenschaftler und Finanzsoziologe                                              | 95    |       |
| 14. September | Pál Pátzay                    | ungarischer Bildhauer und Politiker, Mitglied des Parlaments                                     | 82    |       |
| 14. September | Betty Platter                 | österreichische Fotografin                                                                       | 87    |       |
| 14. September | Georg Schwarz                 | deutscher Nahrungsmitteltechnologe, Hochschullehrer und Rektor der Universität Hohenheim         | 83    |       |
| 15. September | Max Christiansen-Clausen      | deutscher Kommunist und Funker der Hauptverwaltung für Aufklärung im Generalstab der Roten Armee | 80    |       |
| 15. September | Caro van Eyck                 | niederländische Schauspielerin                                                                   | 63    |       |
| 15. September | Louise Hövermann              | deutsche Politikerin, MdHB                                                                       | 80    |       |
| 15. September | Rainer R. Lange               | deutscher Schauspieler und Regisseur                                                             | 62    |       |
| 15. September | Poul Müller                   | dänischer Schauspieler                                                                           | 69    |       |
| 15. September | Orrice Abram Murdock          | US-amerikanischer Politiker                                                                      | 86    |       |
| 15. September | Ludwig Reiber                 | deutscher Szenenbildner                                                                          | 75    |       |
| 15. September | Margarete Rudoll              | deutsche Politikerin, MdB                                                                        | 73    |       |
| 15. September | Georg Schwab                  | deutscher Schmiede- und Installationsmeister und Politiker, MdL Bayern                           | 78    |       |
| 15. September | Richard Wagner                | deutscher Hochschullehrer und Politiker (CSU), MdL                                               | 65    |       |
| 16. September | Vincent John Baldwin          | US-amerikanischer Geistlicher, Weihbischof in Rockville Centre                                   | 72    |       |
| 16. September | Hans Borlisch                 | deutscher Kirchenmusiker und Kapellmeister                                                       | 70    |       |
| 16. September | Karl Burkert                  | deutscher Schriftsteller                                                                         | 95    |       |
| 16. September | Manuel Gasser                 | Schweizer Journalist, Feuilletonist und Mitbegründer der Weltwoche                               | 70    |       |
| 16. September | Tomás Navarro Tomás           | spanischer Romanist, Hispanist und Phonetiker                                                    | 95    |       |
| 16. September | Gio Ponti                     | italienischer Architekt                                                                          | 87    |       |
| 16. September | Erckhinger von Schwerin       | deutscher Jurist                                                                                 | 72    |       |
| 16. September | Rob Slotemaker                | niederländischer Automobilrennfahrer                                                             | 50    |       |
| 16. September | Maximilian Maria Ströter      | deutscher Schriftsteller                                                                         | 85    |       |
| 16. September | Heinrich Tenhumberg           | deutscher Geistlicher, Bischof von Münster                                                       | 64    |       |
| 17. September | Charles H. Fahy               | US-amerikanischer Jurist und United States Solicitor General                                     | 87    |       |
| 17. September | Willis Goldbeck               | US-amerikanischer Regisseur und Drehbuchautor                                                    | 80    |       |
| 17. September | Iring Grailer                 | österreichischer Politiker (GdP), Abgeordneter zum Nationalrat                                   | 91    |       |
| 17. September | Roger Heim                    | französischer Mykologe                                                                           | 79    |       |
| 17. September | Günther Jachmann              | deutscher klassischer Philologe                                                                  | 92    |       |
| 17. September | Miloslav Kabeláč              | tschechischer Komponist und Dirigent                                                             | 71    |       |
| 17. September | Gerdt Kutscher                | deutscher Altamerikanist                                                                         | 66    |       |
| 17. September | Peter Lagger                  | Schweizer Opernsänger (Bass)                                                                     | 53    |       |
| 17. September | Waltencir Pereira Serna       | brasilianischer Fußballspieler                                                                   | 32    |       |
| 17. September | Evelyn Dennison Hone          | letzter Gouverneur Nordrhodesiens                                                                | 67    |       |
| 18. September | Otto Widmann                  | deutscher Verwaltungsjurist und Landrat                                                          | 92    |       |
| 18. September | André Zeller                  | französischer General                                                                            | 81    |       |
| 19. September | Lou Busch                     | US-amerikanischer Musiker, Songwriter und Produzent                                              | 69    |       |
| 19. September | John Simmons                  | US-amerikanischer Jazz-Bassist                                                                   | 61    |       |
| 20. September | Daisy Campi                   | deutsche Malerin                                                                                 | 86    |       |
| 20. September | Alexander Dehms               | deutscher Politiker, MdA                                                                         | 74    |       |
| 20. September | Erich Gold                    | österreichischer Pressezeichner und Karikaturist                                                 | 80    |       |
| 20. September | Pierre Goldman                | französischer Autor                                                                              | 35    |       |
| 20. September | Erich Halbauer                | deutscher Maler und Radierer                                                                     | 90    |       |
| 20. September | Ismail Nasiruddin Shah        | 15. Sultan von Terengganu und 4. malaysischer Wahlkönig (1965–1970)                              |       |       |
| 20. September | Doris Maase                   | deutsche Ärztin und Widerstandskämpferin                                                         | 68    |       |
| 20. September | Alfred Macalik                | österreichisch-rumänischer Maler und Graphiker                                                   | 91    |       |
| 20. September | Hans Schmid                   | österreichischer Politiker (CS, ÖVP), Bürgermeister von Graz (1934–1938)                         | 90    |       |
| 20. September | Adolf Slattenschek            | österreichischer Techniker, Begründer der Versuchs- und Forschungsanstalt TVFA                   | 78    |       |
| 20. September | Ludvík Svoboda                | tschechoslowakischer General und Präsident der ČSSR (1968–1975)                                  | 83    |       |
| 21. September | Bernard L. Austin             | US-amerikanischer Militär, Vizeadmiral der United States Navy                                    | 76    |       |
| 21. September | Sámal Joensen-Mikines         | färöischer Maler                                                                                 | 73    |       |
| 21. September | Dieter Seeler                 | deutscher Fußballspieler                                                                         | 47    |       |
| 22. September | Lawrence Michael De Falco     | US-amerikanischer Geistlicher, Bischof von Amarillo                                              | 64    |       |
| 22. September | Charles Ehresmann             | französischer Mathematiker                                                                       | 74    |       |
| 22. September | Otto Frisch                   | österreichisch-britischer Atomphysiker                                                           | 74    |       |
| 22. September | Abū l-Aʿlā Maudūdī            | indisch-pakistanischer Denker und Politiker                                                      | 75    |       |
| 23. September | Arthur Blenkinsop             | englischer Politiker (Labour), Mitglied des britischen Parlaments                                | 68    |       |
| 23. September | Fernando Bustos               | mexikanischer Fußballspieler                                                                     | 35    |       |
| 23. September | Hysni Kapo                    | albanischer Politiker (Partei der Arbeit Albaniens)                                              | 64    |       |
| 23. September | Catherine Lacey               | britische Schauspielerin in Theater, Film und Fernsehen                                          | 75    |       |
| 23. September | Herbert Müller-Bowe           | deutscher Kommunalpolitiker der NSDAP                                                            | 83    |       |
| 23. September | Petrus Johannes Waardenburg   | holländischer Augenarzt und Genetiker                                                            | 93    |       |
| 24. September | Michelangelo Abbado           | italienischer Violinist, Musikpädagoge und Dirigent                                              | 79    |       |
| 24. September | Vasco Bergamaschi             | italienischer Radrennfahrer                                                                      | 69    |       |
| 24. September | Edward Conze                  | englischer Philologe und Buddhismuskundler                                                       | 75    |       |
| 24. September | Geoffroy d’Aspremont Lynden   | belgischer Diplomat                                                                              | 75    |       |
| 24. September | Herbert Dröse                 | deutscher Politiker, Oberbürgermeister von Hanau                                                 | 71    |       |
| 24. September | Friedrich Joppich             | deutscher Kleintierzüchter und Fachbuchautor                                                     | 91    |       |
| 24. September | Carl Laemmle, Jr.             | US-amerikanischer Filmproduzent                                                                  | 71    |       |
| 24. September | Bernd Lasch                   | deutscher Kunsthistoriker und Museumsdirektor                                                    | 78    |       |
| 24. September | Robert Lindenbaum             | sudetendeutscher Schriftsteller                                                                  | 81    |       |
| 24. September | Herman Lukoff                 | US-amerikanischer Computer-Pionier                                                               | 56    |       |
| 24. September | Roman Muziol                  | deutscher Archivar                                                                               | 75    |       |
| 24. September | Brigitte Rau                  | deutsche Schauspielerin                                                                          | 45    |       |
| 24. September | Alwin Schaper                 | deutscher Politiker, Journalist                                                                  | 81    |       |
| 24. September | Wim Tap                       | niederländischer Fußballspieler                                                                  | 75    |       |
| 24. September | Hans Walter Clasen            | deutscher Schauspieler                                                                           | 56    |       |
| 25. September | Bernard R. Berelson           | US-amerikanischer Meinungsforscher, Bibliotheks-, Kommunikations- und Sozialwissenschaftler      | 67    |       |
| 25. September | Bruno Fuhrmann                | deutscher antifaschistischer Widerstandskämpfer und SED-Funktionär in der DDR                    | 72    |       |
| 25. September | Kurt Wilhelm Lentrodt         | deutscher Arzt und Zahnarzt                                                                      | 81    |       |
| 25. September | Tapio Rautavaara              | finnischer Leichtathlet, Musiker und Schauspieler                                                | 64    |       |
| 25. September | Cesare Terranova              | italienischer Mafiaermittler                                                                     | 58    |       |
| 25. September | Natascha Trofimowa            | deutsche Tänzerin                                                                                | 56    |       |
| 25. September | Franz Zimmermann              | deutscher Schauspieler und Hörspielregisseur                                                     | 72    |       |
| 26. September | Philippe Erulin               | französischer Offizier                                                                           | 47    |       |
| 26. September | Arthur Hunnicutt              | US-amerikanischer Schauspieler                                                                   | 69    |       |
| 26. September | Karl Nägele                   | deutscher Jurist, Bürgermeister von Heilbronn (1948–1976)                                        | 68    |       |
| 26. September | Hubert Schrübbers             | deutscher Jurist, Präsident des Bundesamts für Verfassungsschutz (1955–1972)                     | 71    |       |
| 26. September | Sergei Iwanowitsch Syrowatski | russischer Physiker                                                                              | 54    |       |
| 27. September | Verne Booth                   | US-amerikanischer Langstreckenläufer                                                             | 80    |       |
| 27. September | Klara Caro                    | deutsche Frauenrechtlerin                                                                        | 93    |       |
| 27. September | Wilhelm Christian Crecelius   | deutscher Mediziner                                                                              | 80    |       |
| 27. September | Johanna Eck                   | deutsche Gerechte unter den Völkern                                                              | 91    |       |
| 27. September | Gracie Fields                 | britische Sängerin und Schauspielerin                                                            | 81    |       |
| 27. September | Wladimir Germanowitsch Lidin  | sowjetischer Schriftsteller                                                                      | 85    |       |
| 27. September | Jimmy McCulloch               | britischer Musiker (Gitarrist)                                                                   | 26    |       |
| 27. September | Pascal Pia                    | französischer Schriftsteller, Journalist, Illustrator und Gelehrter                              | 76    |       |
| 27. September | Paul Remy                     | belgischer Romanist, Provenzalist und Mediävist                                                  |       |       |
| 27. September | Kurt Schröder                 | deutscher Hals-Nasen-Ohren-Arzt                                                                  | 77    |       |
| 27. September | Renate Sturm-Francke          | deutsche Museumsleiterin, Bodendenkmalpflegerin und Heimatforscherin                             | 76    |       |
| 27. September | Ferdinand Tremel              | österreichischer Historiker                                                                      | 77    |       |
| 27. September | Konrad Weiß                   | deutscher Theologe und Hochschullehrer                                                           | 72    |       |
| 28. September | Jorge W. Ábalos               | argentinischer Lehrer, Entomologe, Arachnologe und Schriftsteller                                | 64    |       |
| 28. September | John H. Chapman               | kanadischer Weltraumforscher                                                                     | 58    |       |
| 28. September | Franz Gruss                   | österreichischer Maler und Zeichner                                                              | 88    |       |
| 28. September | Catherine Hessling            | französische Schauspielerin                                                                      | 79    |       |
| 28. September | Maria Kiene                   | deutsche Pädagogin                                                                               | 90    |       |
| 28. September | Herbert Kortum                | deutscher Naturwissenschaftler, Informatiker und Computerpionier                                 | 72    |       |
| 28. September | Angiolo Mazzoni               | italienischer Architekt                                                                          | 85    |       |
| 28. September | Anton Vaarandi                | estnischer Literaturwissenschaftler und Publizist                                                | 78    |       |
| 28. September | Lothar Wolleh                 | deutscher Photograph                                                                             | 49    |       |
| 28. September | Jacques Yvon                  | französischer Physiker                                                                           | 76    |       |
| 29. September | Hellmut von Cube              | deutscher Schriftsteller und Autor                                                               | 71    |       |
| 29. September | Ferdinand Gerstner            | österreichischer Diplomingenieur                                                                 | 69    |       |
| 29. September | Gert von Gontard              | deutscher Theaterdirektor                                                                        | 73    |       |
| 29. September | Ludwig Häßlein                | deutscher Lehrer, Malakozoologe und Archivar                                                     | 72    |       |
| 29. September | Wilhelm Husmann               | deutscher Chemiker                                                                               | 79    |       |
| 29. September | Len Hutton                    | kanadischer Weitspringer                                                                         | 71    |       |
| 29. September | Francisco Macías Nguema       | erster Präsident von Äquatorialguinea (1968–1979)                                                | 55    |       |
| 29. September | William J. Reiter             | US-amerikanischer Regieassistent                                                                 | 90    |       |
| 29. September | Iwan Wyschnegradsky           | russischer Komponist                                                                             | 86    |       |
| 30. September | Eduard Schrack                | österreichischer Radioherstellungspionier                                                        | 89    |       |
| 30. September | Shiina Etsusaburō             | japanischer Politiker                                                                            | 81    |       |
| September     | Clarence Osborne              | australischer Gerichts- und Parlamentsstenograf                                                  |       |       |
| September     | Ādolfs Sīmanis                | lettischer Fußballspieler und -trainer                                                           | 70    |       |
| September     | Elven Webb                    | britischer Artdirector und Szenenbildner                                                         | 69    |       |
| September     | Richard Yeager                | US-amerikanischer Badmintonspieler                                                               | 62    |       |